# Holarchaea
Genre
Holarchaea est un genre d'araignées aranéomorphes de la famille des Anapidae.

## Distribution

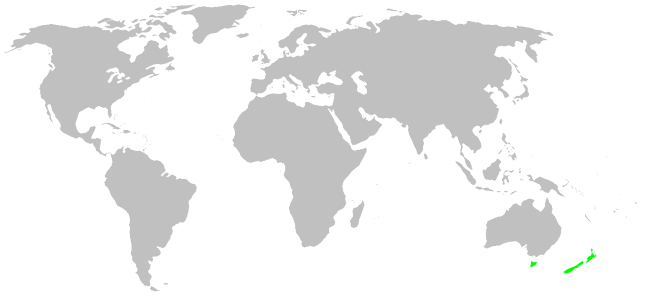
Distribution

Les espèces de ce genre se rencontrent en Tasmanie et en Nouvelle-Zélande.

## Description
Les espèces de ce genre mesurent de 0,8 à 1,5 mm et comptent huit yeux.

## Liste des espèces
Selon World Spider Catalog (version 18.0, 16/05/2017) :
- Holarchaea globosa (Hickman, 1981)
- Holarchaea novaeseelandiae (Forster, 1949)

## Systématique et taxinomie
Décrit dans les Archaeidae, ce genre a été placé dans la famille des Holarchaeidae de 1984 à 2017. Il est placé dans les Anapidae par Dimitrov et al. en 2017.

## Publication originale
- Forster, 1955 : Spiders of the family Archaeidae from Australia and New Zealand. Transactions and Proceedings of the Royal Society of New Zealand, vol. 83, no 2, p. 391-403 (texte intégral).